# Candia McWilliam
Candia Frances Juliet McWilliam (Edimburgo, 1º luglio 1955) è una scrittrice scozzese.

## Biografia
Nata nel 1955 a Edimburgo, si è laureata al Girton College di Cambridge.
Dopo aver vinto nel 1971 un concorso letterario indetto dalla rivista Vogue, ha lavorato per il periodico dal 1976 al 1979.
Ha esordito nella narrativa nel 1988 con il romanzo A doppio taglio, segnalato, come il successivo A Little Stranger, dallo Scottish Arts Council e ha vinto il Premio Grinzane Cavour nel 1998 con Terra di confine.
Nel 2006, mentre lavorava come giurata per il Booker Prize, ha scoperto di essere affetta da blefarospasmo, una malattia che, inducendo la chiusura involontaria delle palpebre, comporta di fatto una condizione di cecità e ha descritto tale esperienza (durata 2 anni e risolta con la chirurgia) nel memoir What to Look for in Winter.

## Vita privata
Sposatasi in prime nozze nel 1981 con Quentin Wallop, la coppia ha avuto due figli prima di divorziare nel 1984. Nel 1986 ha sposato Fram Dinshaw e ha avuto un altro figlio prima di separarsi nel 1996 e convivere con il politico Mark Fisher.

## Opere principali

### Romanzi
- A doppio taglio (A Case of Knives, 1988), Torino, Bollati Boringhieri, 1998 traduzione di Ilaria Dagnini Brey e Daniela Guglielmino ISBN 88-339-1090-3.
- A Little Stranger (1989)
- Terra di confine (Debatable Land, 1994), Torino, Bollati Boringhieri, 1997 traduzione di Ilaria Dagnini Brey ISBN 88-339-1026-1.
- Change of Use (1996)

### Racconti
- Wait Till I Tell You (1997)

### Memoir
- What to Look for in Winter (2010)

## Alcuni riconoscimenti
- Betty Trask Award: 1988 per A doppio taglio[7]
- Guardian Fiction Prize: 1994 per Terra di confine
- Premio Grinzane Cavour per la narrativa straniera: 1998 per Terra di confine
- Hawthornden Prize: 2011 per What to Look for in Winter